# Hans Erwin Hagedorn
Hans Erwin Hagedorn (30 de enero de 1952, en Eberswalde - 15 de septiembre de 1972, en Leipzig) fue un asesino en serie alemán que asesinó a tres niños entre 1969 y 1971.

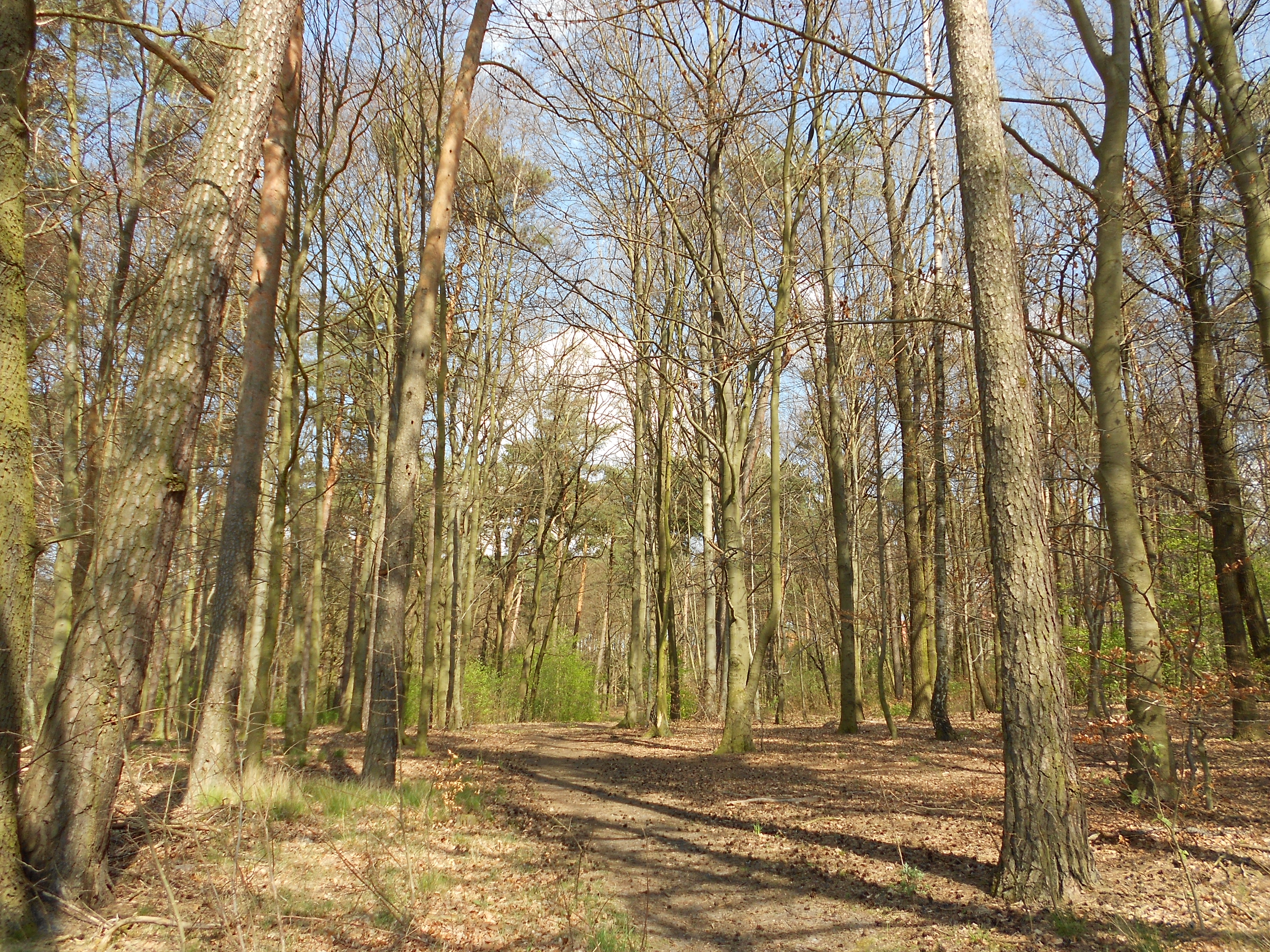
Zona forestal donde se encontraron las primeras víctimas.

El 31 de mayo de 1969, Hagedorn mató a dos niños de nueve años en un bosque de Eberswalde degollándolos con un cuchillo. Los cuerpos fueron encontrados dos semanas más tarde. Se iniciaron amplias investigaciones, con un perfil psicológico de delincuentes que se estaban reuniendo y el Ministerio para la Seguridad del Estado, obteniendo documentos sobre el caso del asesino infantil de Alemania Occidental Jürgen Bartsch. Sin embargo, las primeras investigaciones no tuvieron éxito.
Más de dos años después, el 7 de octubre de 1971, Hagedorn mató a un niño de doce años en la misma zona, y de la misma manera en que había matado a sus dos primeras víctimas. Poco después, la pista decisiva vino de un niño que denunció haber sido acosado sexualmente en el año anterior a los primeros asesinatos. Erwin Hagedorn fue detenido el 12 de noviembre de 1971 e inmediatamente confesó los asesinatos.
En mayo de 1972 Hagedorn fue condenado a muerte por tres cargos de asesinato con agravantes, abuso sexual e intento de abuso sexual. Un llamamiento de clemencia fue denegado por el Jefe de Estado Walter Ulbricht. Hagedorn, de 20 años de edad, fue ejecutado por un solo disparo en la nuca, el 15 de septiembre de 1972. Su cuerpo fue incinerado y enterrado en un lugar secreto.
Fue el último delincuente común ejecutado en la República Democrática Alemana, aunque las ejecuciones por delitos de carácter político continuaron hasta la abolición de la pena capital en la década de 1980.